# Noord-Zuid-Oost-West
Noord-Zuid-Oost-West is een Nederlands televisieprogramma van Omroep MAX.
Programma waarin documentaires, achtergronden en persoonlijke verhalen al wandelend door bossen, over paadjes en langs sloten en beekjes aan de orde komen. Kris-kras door heel Nederland. Aanlevering komt vanuit de regionale omroepen.